# Diecéze Grenoble-Vienne

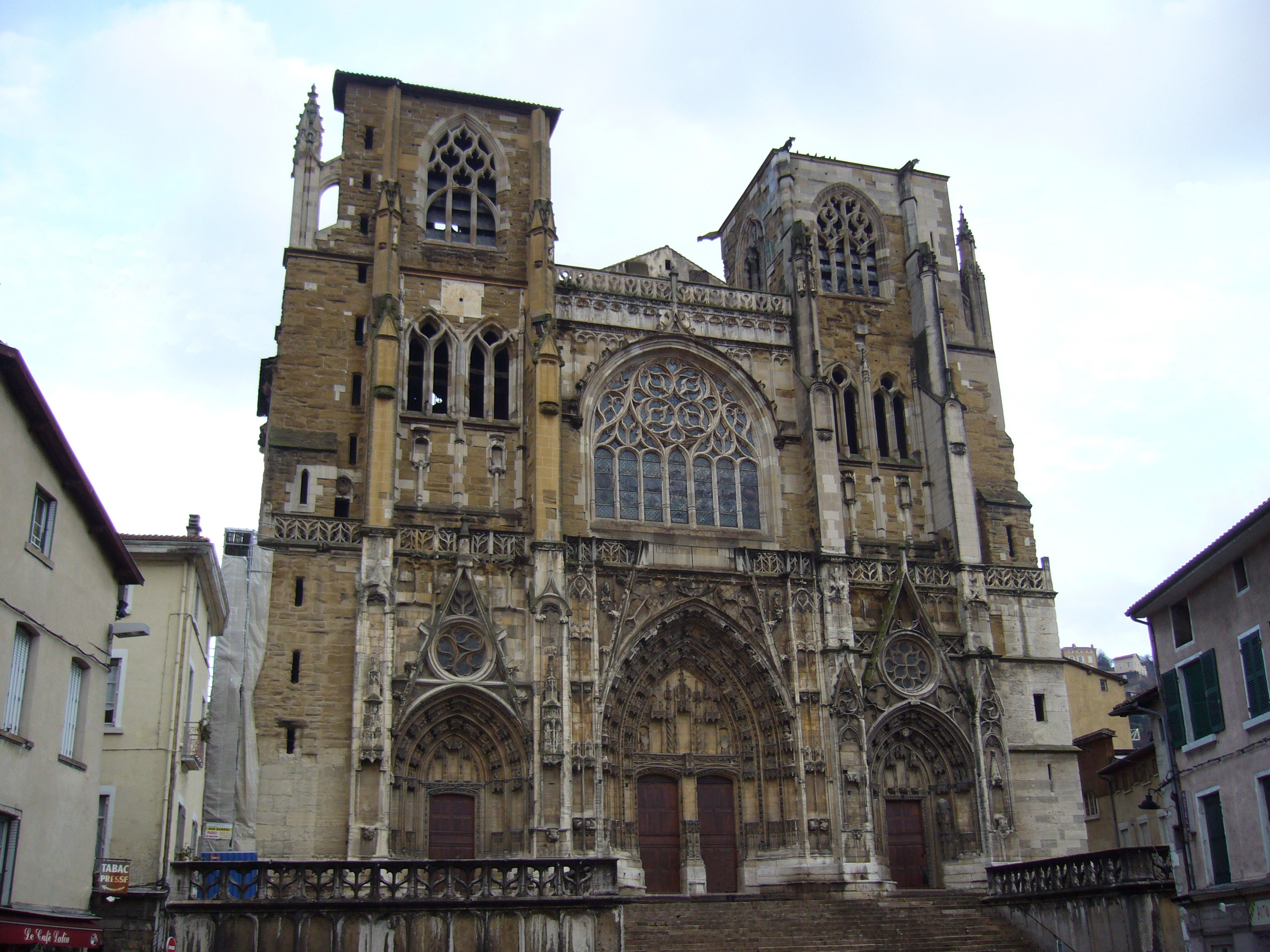
Katedrála de Vienne

Diecéze Grenoble-Vienne (lat. Diocesis Gratianopolitana—Viennensis Allobrogum, franc. Diocèse de Grenoble-Vienne) je francouzská římskokatolická diecéze. Leží na území departementu Isère, jehož hranice přesně kopíruje. Sídlo biskupství i katedrála Notre-Dame de Grenoble se nachází ve městě Grenoble. Diecéze je součástí lyonské církevní provincie.
Od 10. června 2006 je diecézním biskupem Mons. Guy de Kérimel.

## Historie
Biskupství bylo v Grenoble založeno v průběhu 4. století. Ke ztrátě části území diecéze došlo 18. srpna 1779, kdy byla zřízena diecéze Chambéry (později arcidiecéze).
V důsledku konkordátu z roku 1801 byly 29. listopadu 1801 zrušeny diecéze Die, Gap a arcidiecéze Vienne, jejichž území bylo zčásti (v případě diecéze Die zcela) včleněno do diecéze Grenoble. Diecéze Die se stala součástí diecéze Valence-Die-Saint-Paul-Trois-Châteaux, diecéze Gap byla 6. října 1822 obnovena a 15. prosince 2006 byl změněn název diecéze Grenoble na Grenoble-Vienne.
Diecéze Grenoble-Vienne je sufragánem lyonské arcidiecéze.